# Herpesvirus boví de tipus 5

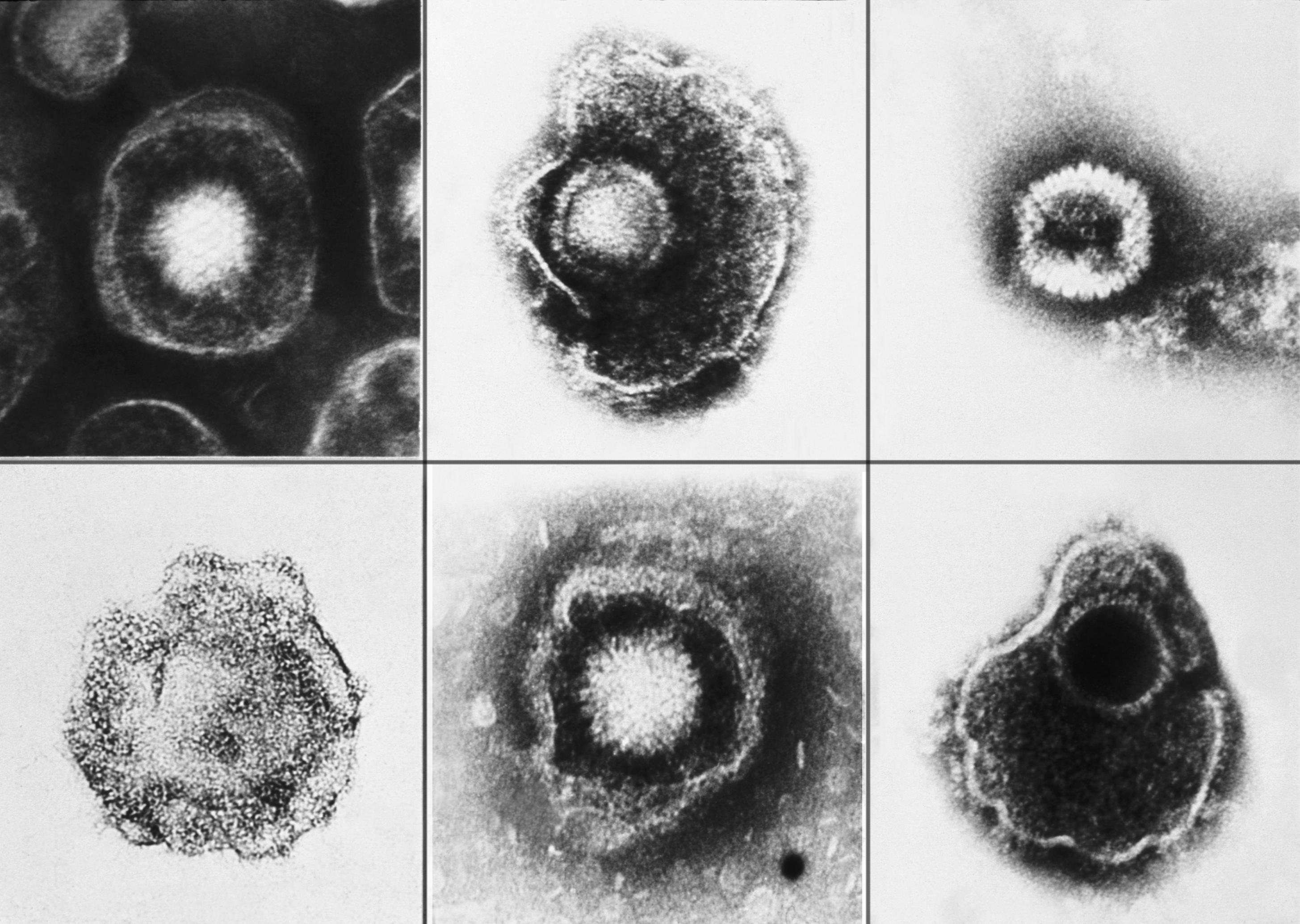
Família Herpesviridae

L'Herpesvirus Boví de tipus 5 (BHV-5) és membre de la família Herpesviridae, subfamília Alphaherpesvirinae i gènere Varicellovirus. Afecta principalment el bestiar boví, sobretot vedells menors de 10 mesos d'edat. També s'han trobat casos d'ovelles que presentaven anticossos. En infeccions experimentals s'ha demostrat que tant el bestiar oví com caprí són succeptibles al BHV-5 desenvolupant una infecció aguda i latent, causant problemes neurològics. La malaltia de major importància causada per BHV-5 és la meningoencefalitis bovina, la qual és de simptomatologia moderada en bovins adults i letal en animals joves. La taxa de mortalitat pot arribar al 10% i la taxa de letalitat en les primeres setmanes de vida pot ser del 100%. Es distribueix principalment a Sud-amèrica i no hi ha tractament ni vacuna.

## Descobriment
El primer cas d'encefalitis associat a una infecció per Herpesvirus va ser reportada a Austràlia el 1962. En un primer moment, es va considerar que el causant era el mateix que el de la rinotraqueitis infecciosa bovina (IBR); no obstant això, alguns brots van aparèixer solament amb signes neurològics. Llavors, basant-se en la morfologia vírica, l'efecte citopàtic en el cultiu cel·lular i les propietats antigèniques, el virus aïllat va ser considerat una variant neuropatogènica del BHV-1.
Posteriorment, amb estudis fets entre 1985 i 1986 que comparaven aquest agent causal amb el BVH-1, es va veure que el virus tenia propietats genòmiques i antigèniques diferents, de manera que es va classificar com a subtipus 3 del BHV1.
Finalment, l'any 1992 gràcies a estudis comparatius in vitro, es va demostrar que les diferències posaven en evidència que es tractava d'un virus diferent, no només d'un subtipus, de manera que es va produir reclassificació, passant a ser el BHV 5.

## Aspectes generals
És un virus ADN bicatenari lineal que replica al nucli. Té una càpsida icosaèdrica d'aproximadament 200 nm de diàmetre contenint 162 capsòmers. A més, presenta una coberta externa que conté glicoproteïnes virals sobre la seva superfície. Una d'aquestes glicoproteïnes és la gE5, comú en tots els Alphaherpesvirus. Aquesta li proporciona una eficient dispersió, replicació i virulència.

### Organització del genoma
El genoma del BHV-5 consta de 138,380 parells de bases, 2,518 parells de bases més que el genoma del BHV-1. Té un 72% d'identitat i un 77% de similaritat entre les seqüències d'aminoàcids de la proteïna gE en BHV-1. Conté un 75% de Guanina + Citosina de composició de base. El BHV-5, igual que el BHV-1, té una disposició del genoma de tipus "D", que consisteix en un fragment llarg únic (UL) i un fragment curt únic (US). Aquests fragments estan rodejats per freqüències repetides.
El DNA viral inclou qüantitats equimolars de molècules d'ADN que difereixen en l'orientació relativa del US respecte la regió UL. EN el BHV-1 trobem pocs genomes (5%) que tinguin el segment UL amb una orientació invertida, aquestes dades es poden extrapolar al genoma del BHV-5. A més, BHV-1 y BHV-5 tenen un 85% d'homologia en el seu ADN.

### Càpside
Igual que altres alphaherpes virus, la càpsida del BHV-5 està formada per 162 molècules de VP5. 12 d'aquestes molècules són anomenades pentones, ja que cada un es coordina amb les cinc molècules que té al seu voltant; a més, ocupen els vèrtexs icosaèdrics. Les altres 150 són hexons. Cada hexó té sis còpies de VP26 unit al voltant de la seva vora extern. A més, dues molècules, anomenades VP19C i VP23, formen una sèrie d'estructures nodulars a l'exterior de la càpsida.

### Glicoproteïnes superficials
A l'exterior del BHV-5 hi ha multitud de proteïnes diferents, com ara la glicoproteïna C, la licoproteïna D o la proteïna UL20. No obstant això, les que més importància tenen amb relació a la propagació del virus per l'organisme són les glicoproteïnes I i E i la proteïna US9.

#### US9
La fosfoproteïna US 9, de 134 aminoàcids, té un paper clau en el transport de les proteïnes de membrana del BHV-5 d'una neurona a una altra. No solament es troba a la superfície del virus, sinó que a més s'acumula en les membranes de les cèl·lules i en les superfícies trans de l'aparell de Golgi. Segons els models actuals, aquesta proteïna seria l'encarregada d'introduir les proteïnes de membrana (però no les càpsides) en els axons des del nucli de la neurona.

### Replicació
El BHV-5 entra via intranasal i es replica a les mucoses respiratòries i les tonsil·les durant uns cinc dies. En aquest període es produeix la major quantitat d'excreció viral fins als dies 10 a 12, en què disminueix. Després de la replicació es dirigeix cap a les conjuntives i el gangli del nervi trigemin, on queda en estat de latència. Es pot trobar en aquesta localització durant tota la vida de l'animal de forma latent i es pot reactivar a conseqüència de l'estrès o l'administració de glucocorticoides.
Els períodes de latència i de reactivació són molt importants perquè produeixen simptomatologia i indueixen l'excreció viral, per tant, qualsevol animal amb anticossos s'ha de considerar portador de la malaltia i potencial font d'infecció per la possible excreció intermitent del virus a l'ambient. A més l'hoste infectat actua com a reservori natural del virus dificultant el seu control i/o erradicació.

### Mecanismes d'infecció
La disseminació dins de l'hoste és per via sanguínia, sistema nerviós i cèl·lula a cèl·lula. Després de la replicació a l'epiteli respiratori BHV-5 arriba al bulb olfactori i a l'escorça olfactòria pel transport axonal de neurones bipolars del nervi olfactori en 48h, aconseguint el tronc encefàlic en 72h (ruta més important, com s'ha comprovat en conills model, encara que també és important la conjuntival). Una altra via secundària d'accés consisteix en una infecció dels ganglis del nervi trigemin sense passar prèviament pel bulb olfactori. Aquest gangli és el principal lloc on s'allotja el virus en una infecció latent.
Un cop ha arribat al cervell, té un efecte citopàtic sobre les neurones. Causa creixement cel·lular, lisis en monocapa, i indueix l'apoptosi, com a mecanisme de protecció neuronal front al virus, del 50% de les cèl·lules 24 hores després de la infecció. No obstant, el virus provoca una pèrdua de viabilitat cel·lular 48 hores post-infecció.
Dins dels factors que afavoreixen la disseminació de la malaltia, els principals són la introducció de nous animals al bestiar, deslletament prematur de vedells (disminució de la immunitat passiva) i grans concentracions d'animals.

## Diferències entre BHV-1 i BHV-5
La principal diferència que presenten aquests dos Herpesvirus Bovins és la seva capacitat d'envair el sistema nerviós i la seva neurovirulència.
Estudis fets el 1992, a part de separar el BHV-5 del de tipus 1 també van demostrar que el BHV-5 té una major capacitat per a envair el sistema nerviós central (SNC) dels animals que infecta, a diferència del BHV-1, que produeix afeccions respiratòries o genitals més accentuades i menors en el sistema nerviós.
La invasió del sistema nerviós per part del BHV-1 normalment no va més enllà de l'ordre de la primera neurona localitzada en el gangli del trigèmi, on s'estableix la infecció latent, en canvi el BVH-5 és capaç d'infectar diferents regions del cervell.
No obstant, una característica comú en ambdós virus és la seva capacitat d'infectar cèl·lules epitelials en les portes d'entrada a l'hoste.

## Distribució geogràfica
S'han notificat importants casos de meningoencefalitis bovina a Argentina, Austràlia, Uruguai i Brasil; principalment a l'hemisferi sud, però les raons per aquesta particular distribució encara no s'han determinat. Només uns pocs casos de BHV-5 associats a encefalitis s'han detectat a Nord-amèrica i Europa.
Estudis fets a Argentina durant els anys 1980-1982 van demostrar que no existeixen diferències significatives a la prevalença del virus entre ramats de llet i ramats de carn. Els índex augmenten progressivament a mesura que ho fa l'edat dels animals.

## Resposta immunitària contra BHV-5

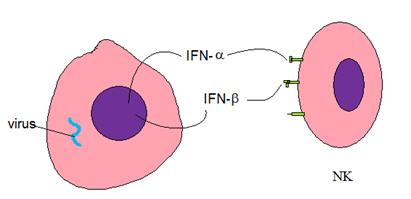
Síntesi d'interferons α i β per la cèl·lula infectada

La primera resposta de l'organisme contra el virus ve donada per reaccions inflamatòries i cel·lulars no específiques com per exemple el sistema de complement o la síntesi d'interferons α i β. Aquesta síntesi està induïda per la replicació del virus en l'interior de les cèl·lules de l'hoste i provoca una mobilització d'un seguit de cèl·lules immunitàries com els neutròfils o les cèl·lules NK (de l'anglès natural killer) cap al lloc de la infecció. Aleshores, s'indueix la secreció de citosines per produir la resposta inflamatòria i iniciar la resposta immunitària específica.
La resposta immune cel·lular es detecta a partir del 5è dia després de la infecció i la seva màxima activitat es dona entre els dies 7 i 10. La resposta humoral triga més en aparèixer i es comença a detectar el 10è dia. Aquesta està present durant la resta de vida de l'animal encara que no pot protegir contra les reinfeccions.
En el cas dels anticossos obtinguts del calostre de la mare, tenen una semi-vida de tres setmanes encara que es poden seguir detectant fins als 6 mesos de vida de l'animal.

## Signes clínics i patològics[calcitació]
Depenent de la soca viral, l'edat i l'estat immunitari de l'animal infectat el curs de la malaltia pot ser subaguda, lleu o fatal, causant signes clínics i/o patològics més o menys greus.
Els primers signes que es detecten són depressió, anorèxia i debilitat general i en alguns casos secreció nasal i ocular. Al cap de 5 dies hi ha una pujada de la temperatura i apareixen signes nerviosos com hiperestèsia, apatia, atàxia, comportaments anormals, inclinació del cap, conjuntivitis, ceguera, coma i convulsions. També poden aparèixer de forma súbita dèficits propioceptius. En nounats produeix una virèmia ràpida i la mort. També es poden observar signes com salivació excessiva, dolor abdominal, taquicàrdia i sorolls anormals al pulmó.
La malaltia subaguda causa depressió, anorèxia i atàxia. La dispnea és més pronunciada que a la infecció aguda degut a l'evolució contínua de la malaltia i acostuma a ser fatal. Els animals que sobreviuen o s'han infectat després d'haver sigut vacunats per a l'Herpesvirus Boví de tipus 1 són portadors latents de la malaltia.
Els signes neurològics es caracteritzen per una depressió, anorèxia, ptialisme, amaurosis, incoordicació, tremolor muscular, ceguera i eventualment la mort de l'animal, en especial si es tracta d'animals joves.

### Meningoencefalitis Bovina
És una malaltia causada per BHV-1 i BHV-5, encara que es diferencien en el fet que la BHV-1 ocasionalment pot ser neuroinvasiu i molt rarament causa encefalitis. En canvi, BHV-5 presenta molt neurotropisme i freqüentment és mortal. Els exàmens macroscòpics mostren àrees d'hemorràgies focals en les meninges, en la zona frontal del cervell i hemorràgies generalitzades en la protuberància anul·lar i en el lòbul parietal. Altres lesions inclouen inflamació, edema i hemorràgies en els ganglis limfàtics retrofaringis i submandibulars. Histologicament provoca meningitis, neuronofagia, satelitosi, gliosi focal i difosa, hemorràgia, necrosi focal i edema. Es veuen lesions al còrtex cerebral anterior, medul·la i pont acompanyades d'una ganglionitis trigeminal.
Els signes neurològics inclouen descoordinació, ceguesa i tremolors musculars; la mort té lloc al cap de quatre o cinc dies de l'aparició dels signes clínics. Els animals afectats es debiliten ràpidament i pateixen depressió però no hi ha lesions macroscòpiques específiques.

## Diagnòstic
- Kit de ELISA per a BHV-1 per a detectar els anticossos contra aquest gràcies a la seva similitud.
- Detecció d'ADN mitjançant PCR, utilitzant encebadors específics per als gens virals. Els tituls de BHV-5 cauen després de 48 hores però el seu ADN segueix sent detectable 120 hores post-infecció.
- Aïllament del virus per inoculació del teixit nerviós procedent d'un animal infectat en cultiu de cèl·lules susceptibles i posterior caracterització antigènica i molecular.

- Immunohistoquímica: detecció de proteïnes virals en el teixit nerviós, mitjançant tinció amb anticossos monoclonals específics.
- Citometria de flux.

S'ha donat casos en què algunes anàlisis serològics practicats de forma rutinària has estat incapaços de distingir entre BHV-5 i el BHV-1.

## Tractament
No existeix un tractament per a animals afectats.

## Control i Prevenció
Algunes vacunes per a l'Herpesvirus Boví de tipus 1 proporcionen protecció creuada, per tant, vacunes contra la rinotraqueitis infecciosa bovina poden protegir el bestiar de patir meningoencefalitis. La protecció és més efectiva quan més vacunes al llarg de la seva vida productiva han rebut. Per aquest motiu els animals joves són més susceptibles de patir la malaltia. A més la vacuna és un virus inactivat, la qual cosa significa que el animal necesitará aplicaciones sucesivas para inducir una resposta immunitària efficient.
Algunes vacunes fetes a partir de BHV-5 han aconseguit evitar l'aparició d'encefalitis, encara que no han aconseguit evitar l'aparició de malalties respiratòries (encara que de morbiditat lleu) ni l'establiment de formes latents del virus.